# Выборы в Совет Безопасности ООН (2012)
Выборы в Совет безопасности ООН прошли 18 октября 2012 года на 67 ГА ООН в Штаб-квартире ООН.
В соответствии с правилами географического распределения из непостоянных членов Совета безопасности, а также сложившейся практикой, члены будут избираться следующим образом: один из Африки (ранее: ЮАР), один из Азии (ранее: Индия), один из стран Латинской Америки и Карибского бассейна (ранее: Колумбия), и два из Западной Европы (ранее: Германия и Португалия). Свою работу в Совбезе они начнут с 1 января 2013 года.

## Участники
О своём намерении участвовать высказались Австралия, Финляндия, Люксембург, Камбоджа и Бутан.